# Чемпионат мира по шоссейным велогонкам 1960
Чемпионат мира по шоссейным велогонкам 1960 года проходил раздельно: мужчины соревновались на трассе Заксенринг в районе Карл-Маркс-Штадта, а женщины — в Лейпциге (оба — ГДР).

## Медалисты
| Велогонка     | Золото                        | Золото   | Серебро                  | Серебро     | Бронза                        | Бронза      |
| ------------- | ----------------------------- | -------- | ------------------------ | ----------- | ----------------------------- | ----------- |
| Мужчины       |                               |          |                          |             |                               |             |
| Профессионалы | Рик Ван Лой · Бельгия         | 7ч47’27" | Андре Дарригад · Франция | то же время | Пино Черами · Бельгия         | то же время |
| Любители      | Бернхард Экштайн · ГДР        |          | Густав-Адольф Шур · ГДР  |             | Вилли Ванден Берген · Бельгия |             |
| Женщины       |                               |          |                          |             |                               |             |
|               | Берил Бёртон · Великобритания |          | Роза Селс · Бельгия      |             | Элизабет Кляйнхаус · ГДР      |             |